# Regulus (święty)

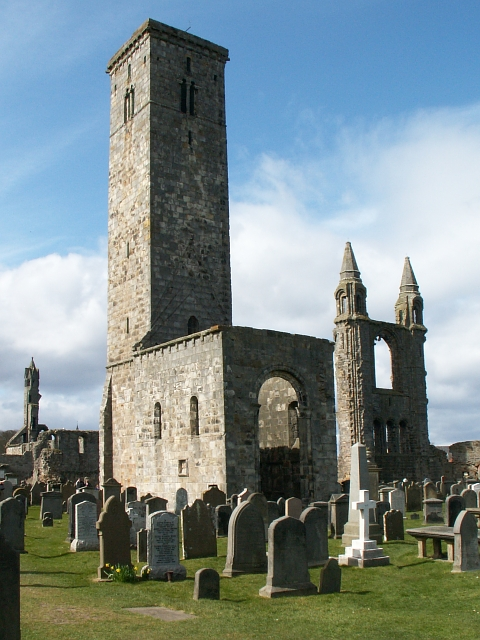
Kościół św. Regulusa w St Andrews (stan obecny)

Święty Regulus Szkocki, gr. Άγιος Ρήγουλος (Ajos Regulos), ang. Saint Rule, irl. Riagal Naofa (ur. ?, zm. w IV wieku w St Andrews, Szkocja) – igumen lub biskup grecki, który miał w 345 r. przywieźć relikwie św. Andrzeja do Szkocji. Św. Regulus jest czczony w katolicyzmie i prawosławiu.

## Legenda
Według tradycji w IV wieku relikwie świętego Andrzeja znajdowały się w Patras, pod opieką mnicha Regulosa. Legenda mówi, że Regulos miał widzenie, w którym anioł poradził mu, aby ukryć część szczątków apostoła. Wkrótce potem cesarz Konstantyn pozostałe relikwie przeniósł do Konstantynopola. W drugim widzeniu anioł polecił Regulosowi przewieźć ukrytą część relikwii „aż na krańce ziemi”. Ponadto powiedział mnichowi, że tam, gdzie rozbije się wiozący go statek, ma zbudować kościół i umieścić w nim szczątki apostoła.
Regulos wsiadł na statek i popłynął na zachód, w kierunku krańców znanego świata. Wiozący go statek rozbił się na szkockim wybrzeżu (obecne Fife), w pobliżu miejscowości Cill Rìmhinn (Kilrymont), której piktyjski władca Oengus przyjął mnicha życzliwie i umożliwił mu zbudowanie kościoła, w którym umieszczono relikwie. Miejscowość zmieniła nazwę na St Andrews i stała się religijną stolicą Szkocji, której wspaniała katedra przyciągała rzesze pielgrzymów z całej Europy. Św. Andrzej dzięki Regulusowi stał się patronem Szkocji. Kres temu położyła reformacja w 1559 r., katedra obróciła się w gruzy, ale stary kościół (zwany St Rule Church lub St Rule Tower), którego podwaliny miał zbudować św. Regulus, zachował się do dzisiaj. Legenda o czynach św. Regulusa miała wielkie znaczenie w późnym średniowieczu, gdyż legitymizowała państwowość i niezależność szkocką pod patronatem św. Andrzeja (krzyż św. Andrzeja stał się motywem flagi Szkocji).
Św. Regulus Szkocki jest niekiedy mylony ze św. Regulusem, męczennikiem z Populonii (VII lub VIII wiek, upamiętniony 1 września) lub ze św. Regulusem (Rieulem), biskupem Senlis (IV wiek, upamiętniony 30 marca).

## Dzień obchodów
Martyrologium Rzymskie poświęca Regulusowi wspomnienie liturgiczne w dniu 17 października.

## Patronat
Miejscami, gdzie do czasów reformacji czczono św. Regulusa były miasta St Andrews i Aberdeen w Szkocji. Na Uniwersytecie w St Andrews znajduje się akademik nazwany imieniem tego świętego St Regulus Hall.